# Manuscrits de fulla de palma

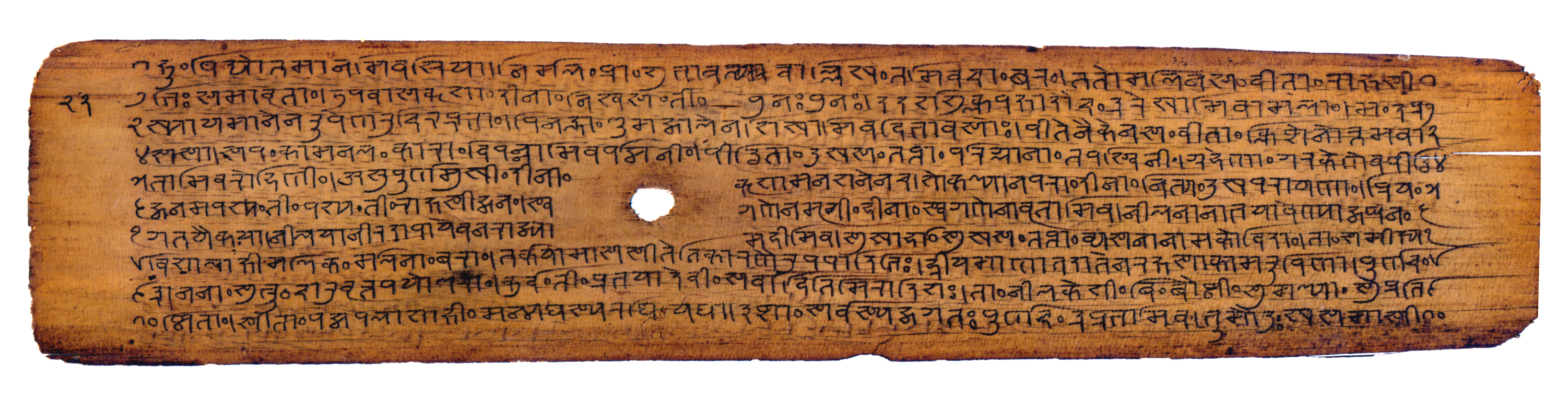
Un manuscrit de fulla de palma en escriptura nandinagari

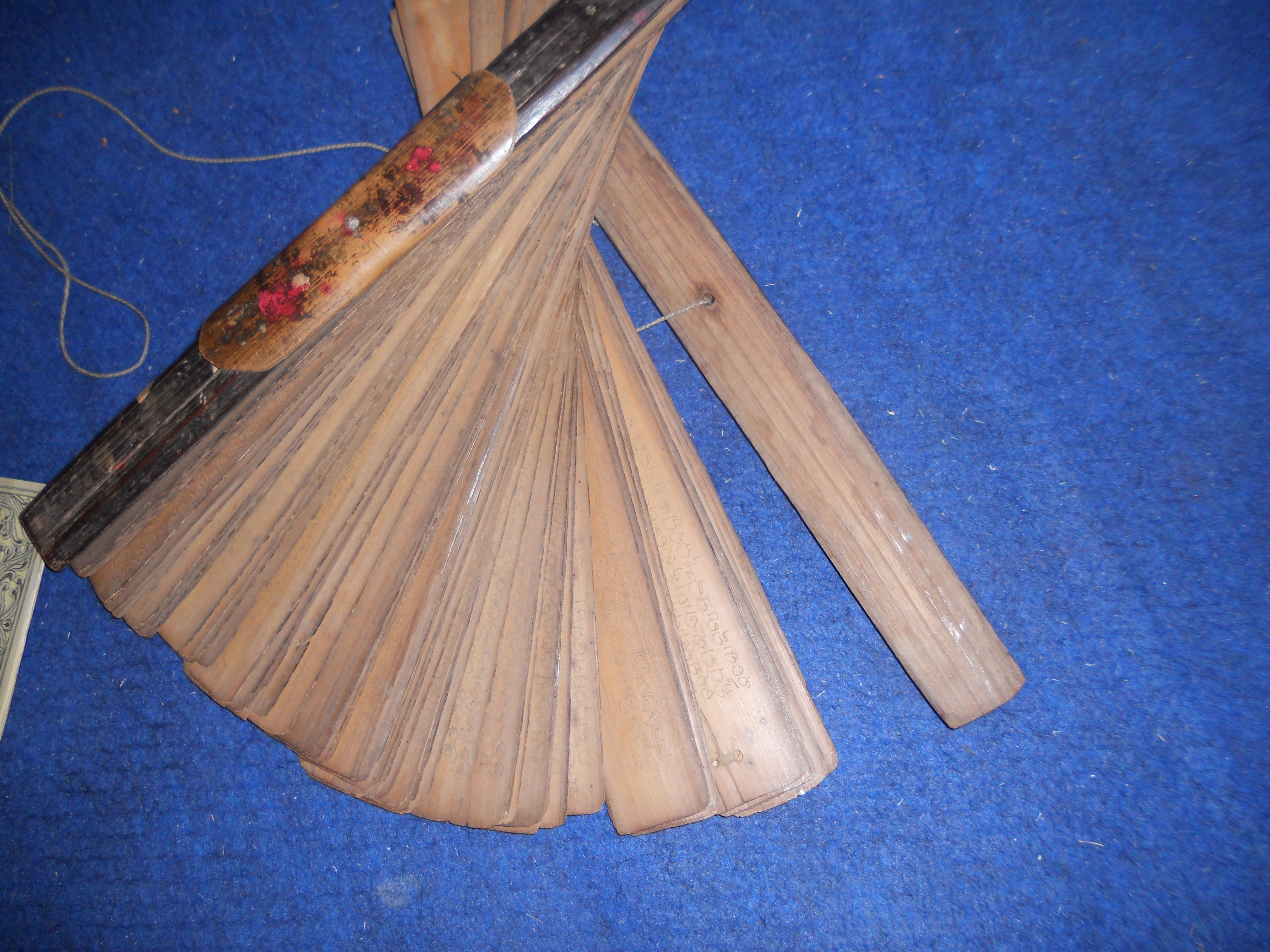
Manuscrits de fulles de palma del s. XVI en escriptura odia

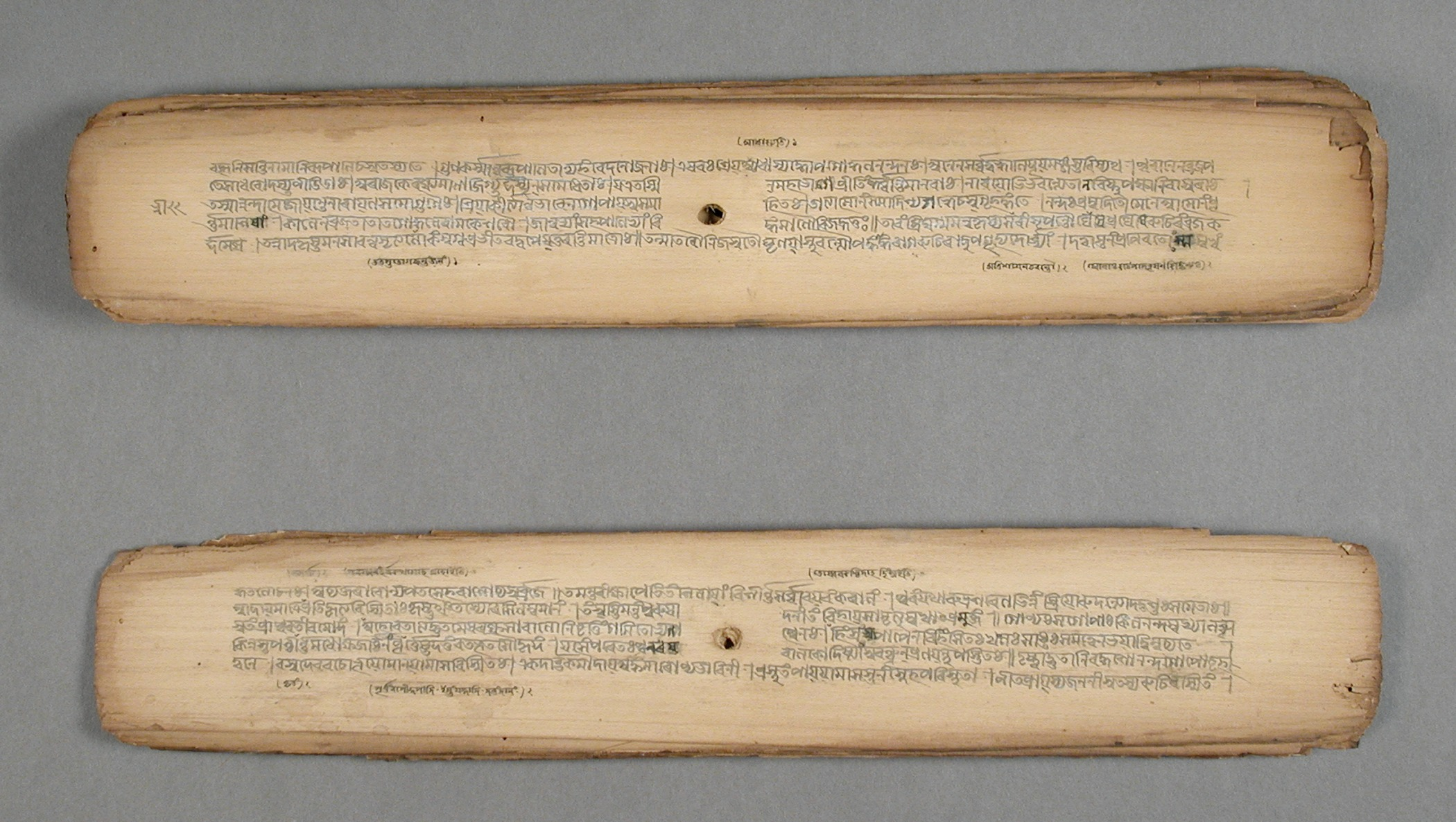
Hindú Bhagavata purana del s. XVI en manuscrit de fulla de palma

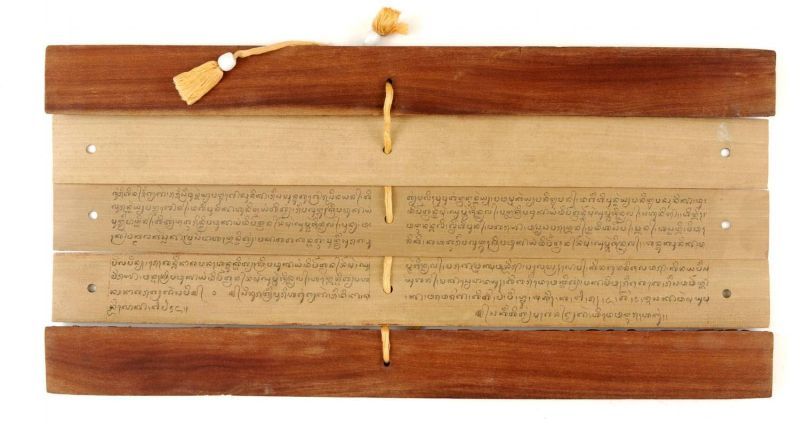
Un manuscrit de text hindú de fulla de palma de Bali, Indonèsia, que mostra com els manuscrits es lligaven en un llibre

Els manuscrits de fulles de palma són un tipus de manuscrits fets amb fulles de palmera seques. Les fulles de palma es van fer servir com a material d'escriptura al subcontinent indi i a Àsia Sud-oriental des del segle V ae i segurament molt abans. El seu ús començà al sud d'Àsia i s'estengué a altres llocs: eren texts sobre fulles de palma seques, tractades amb fum, de l'espècie Borassus (palma de Palmyra) o fulla de Corypha umbraculifera o talipot).
Un dels més antics manuscrits de fulla de palma que es conserva d'un tractat complet és un text sànscrit del xivaisme del segle ix, descobert a Nepal, que ara és a la Biblioteca de la Universitat de Cambridge. El Manuscrit de Spitzer és una col·lecció de fragments de fulla de palma trobats a les coves de Kizil, a laXina. S'han datat del segle II i són el manuscrit filosòfic més antic conegut en sánscrito.

## Història
El text dels manuscrits de fulla de palma s'inscrivia amb ganivet, com a estri d'escriptura, en fulles de palma de tall rectangular i adobades; després s'aplicaven colorants a la superfície i es netejaven, deixant la tinta als solcs incisos. Cada fulla tenia un forat per on es podia passar una corda, i així es nugaven les fulles amb un cordill com un llibre. El text d'una fulla de palma així creat duraria entre unes dècades i uns 600 anys abans que es descompongués per la humitat, els insectes, la floridura i la fragilitat. Per tant, el document s'havia de copiar en nous conjunts de fulles de palma seques. Els més antics manuscrits indis de fulla de palma que han perviscut s'han trobat en climes més freds i secs, com en indrets de Nepal, Tibet i Àsia central, font dels manuscrits del mil·lenni I ae.
Les fulles individuals de palma es deien Patra o Parna en sànscrit (Pali/Prakrit: Panna), i el mitjà quan estava llest per escriure es deia Tada-patra (o Tala-patra, Tali, Tadi). El famós manuscrit indi anomenat Manuscrit de Bower, descobert a Uiguristan, va ser escrit en fulles d'escorça de bedoll amb forma de fulles de palma tractades.
Els temples hindús sovint servien com a centres en què els antics manuscrits s'empraven per a l'aprenentatge i els texts es copiaven quan es desgastaven. Al sud de l'Índia, els temples i els matha associats en custodiaven, i un gran nombre de manuscrits sobre filosofia hindú, poesia, gramàtica i altres temes s'escrivien, multiplicaven i preservaven als temples. Les proves arqueològiques i epigràfiques indiquen l'existència de biblioteques anomenades Sarasvati-bhandara, que daten de principis del segle xii i que contractaven bibliotecaris, i s'adscrivien als temples hindús. També es van conservar manuscrits de fulles de palma als temples jainistes i als monestirs budistes.
Amb la difusió de la cultura índia en països del sud-est asiàtic com ara Indonèsia, Cambodja, Tailàndia i Filipines, aquestes nacions també en tingueren grans col·leccions. S'han descobert manuscrits de fulla de palma anomenats Lontar en biblioteques de pedra dedicades als temples hindús de Bali, Indonèsia i als temples cambodjans del segle X com ara Angkor Vat i Banteay Srei.
Un dels més antics manuscrits sànscrits supervivents en fulla de palma és el del Parameshvaratantra, un text de l'escola Shaiva Siddhanta hinduista. És del segle ix, i està datat del 828. La col·lecció de fulles de palma descoberta també inclou algunes parts d'un altre text, el Jñānārṇavamahātantra, que ara es troba a la Universitat de Cambridge.
Amb la introducció de la impremta a la primeria del segle xix, el cicle de còpia de les fulles de palma conclogué. Molts governs s'esforcen per preservar el que queda dels seus documents de fulles de palma.

### Sud d'Àsia

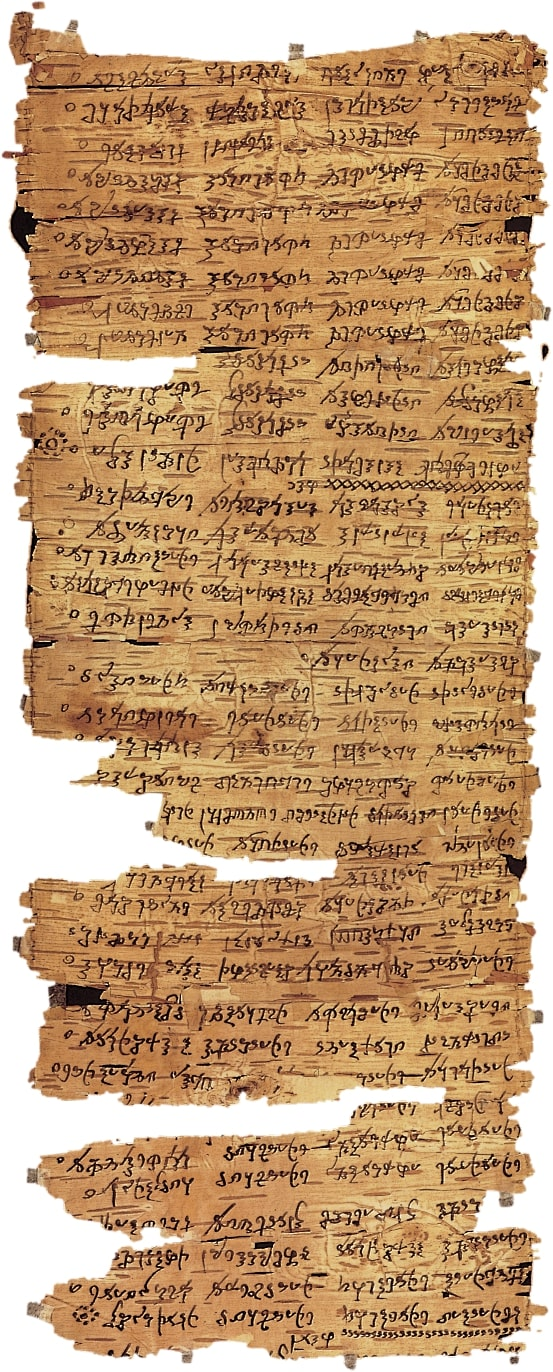
Manuscrit indi sobre escorça de bedoll

A l'Índia, les fulles del palma de Ceilan (Corypha umbraculifera) s'utilitzaven com a suport d'escriptura. Provinents de la part més meridional de l'Índia, degueren introduir-se a la part septentrional del subcontinent arran de l'expansió de l'Imperi Màuria al segle II ae. El seu ús, però, no es va afermar fins al període Kushana (segle i). A més de la fulla de palma, en l'antiga Índia també s'usaven altres materials d'escriptura, com l'escorça de bedoll, que es va seguir emprant a Caixmir fins al segle xviii.
Els manuscrits més antics s'han conservat en zones on el clima n'afavoreix la preservació. A Turfan, un oasi al desert de Takla Makan en la Ruta de la seda, s'han trobat fragments de plaques de ferro de l'Índia. Segons el tipus d'escriptura, daten del període de l'Imperi Kuixan (segle i). Són probablement els manuscrits indis més antics que encara existeixen. A Nepal, on el clima és més fresc que a l'Índia, molts manuscrits antics de fulles de palma han sobreviscut. El manuscrit nepalés més antic que conté una data és del 811. Els manuscrits més antics coneguts al sud de l'Índia es conserven en un temple jainista a Moodabidri i daten de 1112.
Sota influència islàmica, les fulles de palma se substituïren per paper a partir del segle XIII al nord de l'Índia i al Nepal. Els manuscrits de paper d'Índia, però, continuaren influenciats pels seus precursors. Per exemple, conserven el format d'ample complet i sovint tenen cercles purament ornamentals en lloc dels forats per a la corda que originàriament mantenia unit el manuscrit. Al nord-oest de l'Índia, el paper substituí totalment a la fulla de palma al segle XV; a l'est de l'Índia se'n va seguir utilitzant fins al s. XVII.
Al sud de l'Índia i a Sri Lanka, la fulla de palma continuà sent el material d'escriptura preferit i només s'abandonà amb l'aparició de la impremta al s. XIX. La palma de Ceilan fou reemplaçada per la palmera de Palmira Borassus flabellifer a partir del segle XVI. La raó d'això és probablement la major utilitat d'aquesta palmera, perquè el fruit també pot ser usat per a la producció de sucre. Com a material d'escriptura, les fulles del palma de sucre són inferiors a les de Ceilan, perquè són més menudes i menys flexibles i no absorbeixen tan bé la tinta. Com a resultat, al sud d'Índia, l'ús de la tinta se substituí pel gravat amb punta de metall.

### Sud-est asiàtic

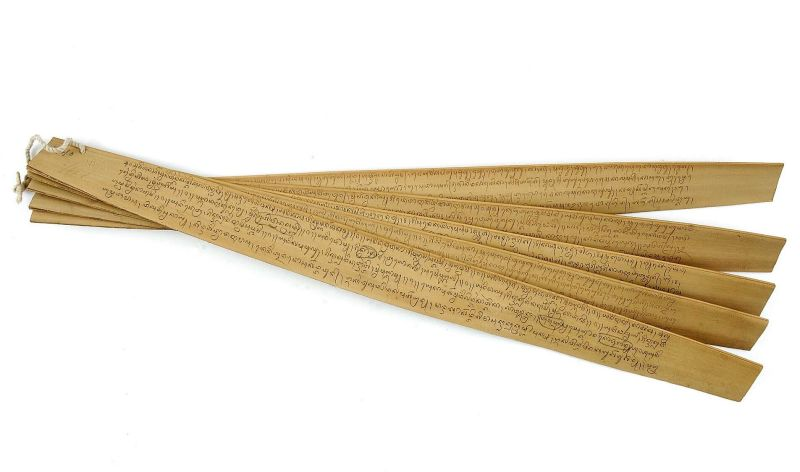
Dades astronòmiques que reglamenten l'any agrícola escrites en balinés en cinc fulles llargues

Les palmeres més usades foren Corypha lecomtei a Cambodja, i el palma de Palmira a Myanmar. A Tailàndia, els ôles s'usaven sobretot per a les escriptures budistes, mentre que els texts seculars s'escrivien en llibres d'acordió (leporellos) de samut khoi elaborats amb l'escorça de Streblus Asper.
Els manuscrits de fulles de palma també estaven molt difosos en l'arxipèlag malai. Es continuaren utilitzant fins al segle xix només a Java i Bali, on es conservà l'alfabet indi (alfabet balinés i javanés). Aquesta disminució es deu a la islamització de l'àrea del segle xiv ençà, acompanyada per l'ús d'una versió local de l'escriptura àrab (jawi) i del paper com a mitjà d'escriptura.

## Relació amb el disseny de sistemes d'escriptura
El disseny redó i cursiu de les lletres de moltes escriptures del sud de l'Índia i del sud-est asiàtic, com el devanagari, nandinagari, telugu, lontara, javanés, balinés, odia, birmà, tàmil, khmer, etc., pot ser una adaptació a l'ús de les fulles de palma, ja que les lletres angulars podien estripar-les.

## Variacions autòctones

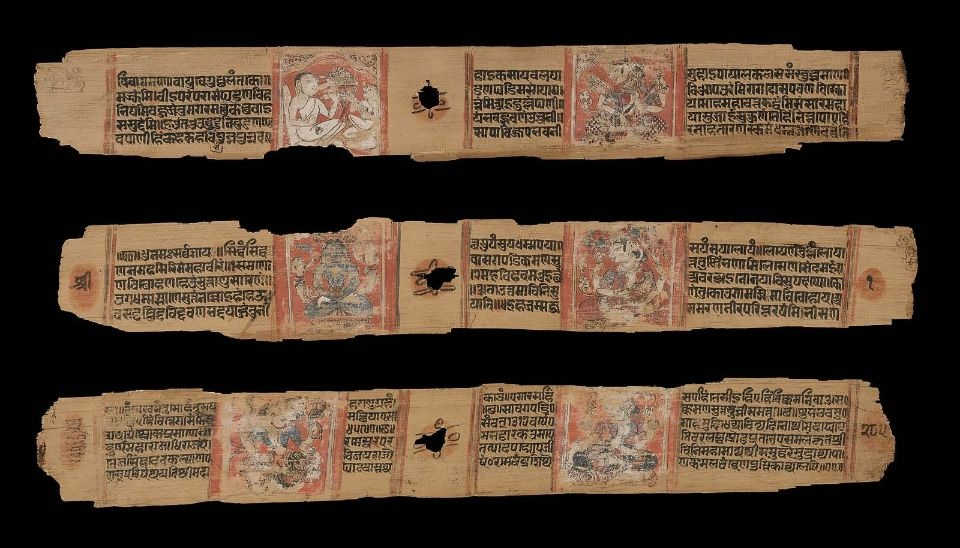
Un manuscrit de fulla de palma jainista de Rajasthan

### Orissa
Els manuscrits de fulles de palma d'Orissa inclouen escriptures, imatges de Devadasi i mudra del Kama Sutra. Alguns dels primers descobriments dels manuscrits de fulla de palma d'odia contenen escrits com Smaradipika, Ratimanjari, Pancasayaka i Anangaranga en odia i en sànscrit. El Museu Estatal d'Orissa a Bhubaneswar alberga 40.000 manuscrits de fulla de palma, la majoria escrits en l'alfabet odia, tot i que l'idioma és el sànscrit. El manuscrit més antic d'ací és del segle XIV, però el text pot ser datat del segle II.

### Tamil Nadu

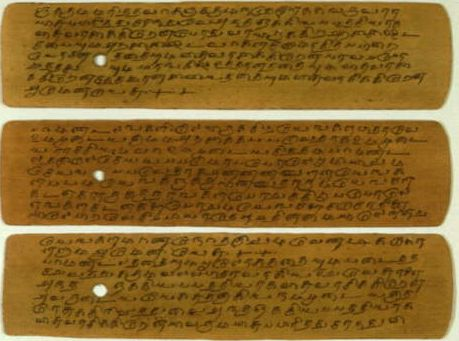
Oracions cristianes del s. XVI en tàmil, en manuscrits de fulles de palma

El 1997 la UNESCO va reconéixer la col·lecció de Manuscrits Mèdics Tàmils com a part del Registre Memòria del Món. Un molt bon exemple de l'ús dels manuscrits de fulla de palma per preservar la història és un llibre de gramàtica tàmil anomenat Tolkappiyam que va ser escrit al voltant del segle III ae. Un projecte de digitalització global dirigit per la Fundació del Patrimoni Tàmil recull, digitalitza i posa a disposició dels usuaris documents antics de manuscrits de fulla de palma per internet.

### Java i Bali
A Indonèsia el manuscrit de fulla de palma s'anomena lontar. La paraula indonèsia és la forma moderna del rontal de l'antiga Java. Es compon de dues paraules de l'antic javanés: rom 'fulla' i tal 'Borassus flabellifer, palmera'. A causa de la forma de les fulles de la palmera, que s'estenen com un ventall, aquests arbres també es denominen "arbres de ventall". Les fulles de l'arbre rontal s'han usat sempre per a moltes finalitats, com ara la fabricació d'estores trenades, embolcalls de sucre de palma, culleres d'aigua, adorns, eines rituals i material d'escriptura. Hui, l'art de l'escriptura en rontal encara sobreviu a Bali, fet pels bramans balinesos com un deure sagrat per reescriure els texts hindús.

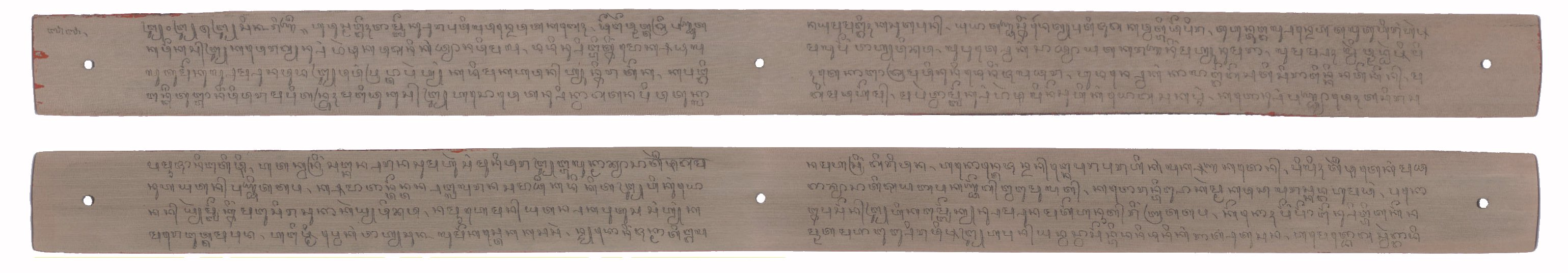
Manuscrit balinés de fulla de palma amb el Kakawin Arjunawiwaha

Molts manuscrits antics de l'antiga Java s'escrigueren en manuscrits de fulla de palma rontal: manuscrits datats del segle xiv i XV durant l'Imperi mayapajit. Alguns se'n trobaren fins i tot abans, com l'Arjunawiwaha, el Smaradahana, el Nagarakretagama i el Kakawin Sutasoma, descoberts a les illes veïnes de Bali i Lombok. Això suggereix que la tradició de preservar, copiar i reescriure manuscrits de fulla de palma continuà durant segles. Altres manuscrits de fulla de palma contenen obres en sondanés: el Carita Parahyangan, el Sanghyang Siksakandang Karesian i el Bujangga Manik.

## Producció i conservació
Abans d'utilitzar-se, les fulles de palma es tallen a la grandària desitjada. En general, l'ample n'és entre 15 i 60 cm i l'altura entre 3 i 12 cm. Per fer-les flexibles, les fulles de palma es bullen, s'assequen, es poleixen i s'allisen. El nombre requerit de fulles s'agrupa per formar un paquet. Per a això, les fulles individuals tenen un o dos forats a través dels quals es passa una corda per mantenir el paquet unit. Per protegir les fulles, el manuscrit duu una coberta, generalment de fusta (a vegades de metall, banya, closca de tortuga o ivori) a la part superior i inferior. Aquestes plaques es diuen ais. Finalment, el paquet s'embolica en una tela. A vegades també hi ha fulles elegantment treballades tallades de manera especial, per exemple els texts hindús en forma de lingam.

## Escriptura
Es van emprar dos mètodes per escriure als manuscrits: tinta amb ploma o pinzell al nord, o incisos amb estilet al sud. En aquest cas, el manuscrit es cobria amb una barreja d'oli i sutge i després s'eixugava. La barreja negra roman a les incisions i així revela el text.

## Conservació
Com material natural, la fulla de palma es pot podrir i -depenent de les condicions climàtiques- la poden destruir els insectes, especialment els peixets d'argent. Hi ha alguns mètodes tradicionals per a preservar les fulles: es poden tractar amb oli de canya llimona, que actua com a insecticida natural, o amb cera d'abelles o cera xinesa. Un manuscrit escrit en fulla de palma té una vida limitada i s'ha de copiar en una nova fulla abans que reste inutilitzable.

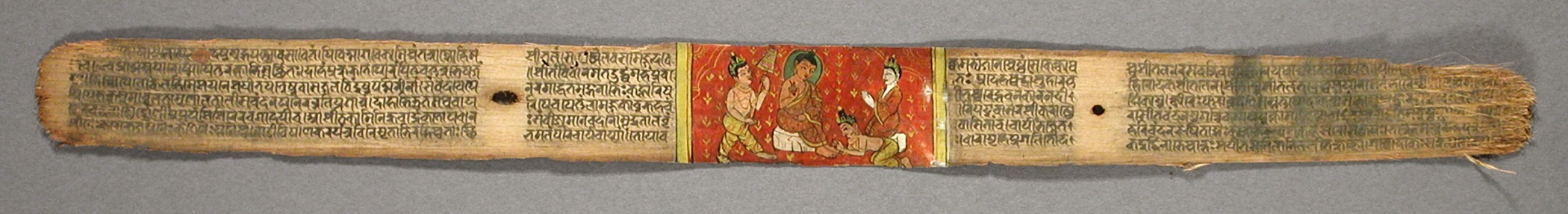
El Susruta-samhita, tractat de medicina aiurvèdica del segle XII-XIII, Nepal